# Hill-Sachs-Läsion

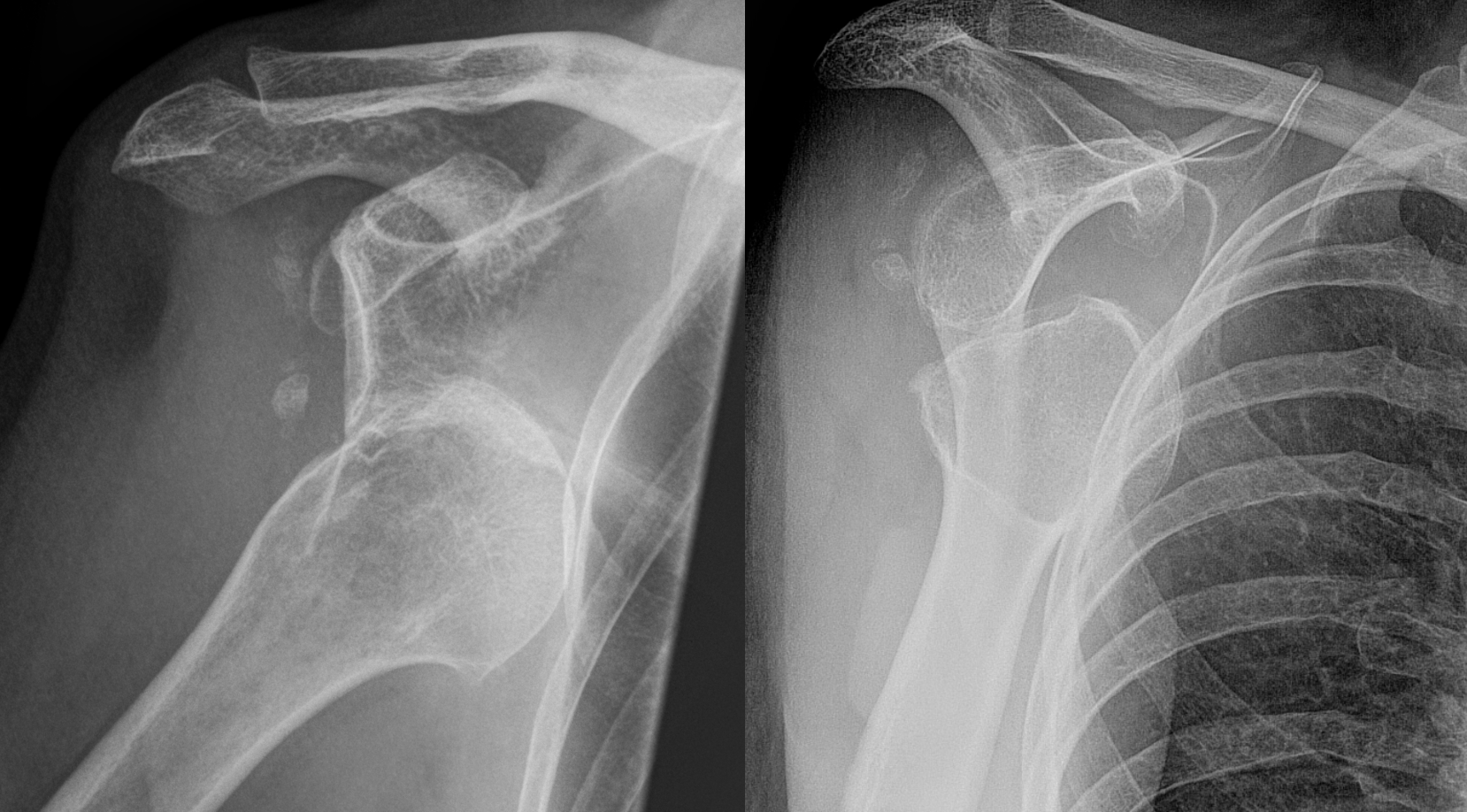
Schulterluxation im Röntgenbild. Große Hill-Sachs-Läsion am Oberarmkopf bei wiederholten Ausrenkungen

Eine Hill-Sachs-Läsion (auch Hill-Sachs-Delle genannt) ist eine Impression im Oberarmkopf durch die Schultergelenkspfanne, die den Knorpel oder aber Knochen und Knorpel betreffen kann. Es handelt sich bei dieser Verletzung um eine Folge von meist häufig wiederholter Schulterluxationen (Schulterausrenkungen). Je nach Richtung der Luxation findet sich ein hinterer, also dorsaler (vordere Luxation) oder vorderer – ventraler – (hintere Luxation) Hill-Sachs-Defekt. Das Eponym ehrt Harold Arthur Hill und Maurice David Sachs.

## Entstehung
Der Defekt entsteht durch Druck des Pfannenrandes auf den Oberarmkopf im Zuge einer Schulterluxation. Der Defekt liegt dorso-lateral am Humeruskopf bei einer vorderen Schulterluxation. Bei einer hinteren Schulterluxation liegt die Hill-Sachs-Läsion ventro-cranial. Man spricht dann von einer inversen Hill-Sachs-Läsion. Meist tritt gleichzeitig eine Bankart-Läsion auf, also eine Abscherung des – je nach Luxationsrichtung vorderen oder hinteren – Pfannenrandes (Limbus), die ebenfalls nur den knorpeligen Rand oder Knorpel und Knochen betreffen kann.

## Therapie
Die durchzuführende Therapie ist von der Art der Verletzung abhängig. Bei der vorderen, unteren, traumatischen Erstluxation muss auch bei unauffälligem Röntgenbild zunächst nach einer Bankart-Läsion gesucht werden. Dies geschieht meist mittels MRT oder durch diagnostische Arthroskopie. Bei der Erstoperation ist der Hill-Sachs-Defekt, falls überhaupt einer vorliegt, meist klein und bedarf keiner gezielten Therapie. Es genügt ein einfaches arthroskopisches oder offen chirurgisches Bankart-Repair.
Bei rezidivierender oder habitueller Luxation mit Instabilität kommen weitergehende Verfahren zum Einsatz: J-Span-Plastik nach Resch, Operation nach Eden-Hybinette, subkapitale Derotationsosteotomie nach Weber. Bei letzterer wird die Hill-Sachs-Läsion aus dem Belastungsbereich der Schulter verschoben und durch die Derotation gleichzeitig die hintere Kapsel gestrafft, was einer erneuten Luxation nach vorne vorbeugt.
Bei der sehr viel selteneren, aber komplizierteren hinteren Luxation muss der imprimierte Defekt meist operativ beseitigt (gehoben) werden, dies geschieht durch Anlage eines Bohrlochs im hinteren Bereich des Oberarmkopfes, über das die Impression mit einem Stößel nach außen gedrückt und mittels Einbringung von Eigenspongiosa (Spongiosaplastik) stabilisiert wird. In schwierigeren Fällen muss diese Imprimatanhebung mit einem hinteren Bankart-Repair kombiniert werden (Operation nach Scott und Kretzler), bei sehr tief imprimierten vorderen Hill-Sachs-Defekten kommt auch die Versetzung des kleinen Oberarmhöckers (Tuberculum minus) in den Defekt (Operation nach Neer) in Frage.